# Botswana Meat Commission
Pour les articles homonymes, voir BMC.
La Botswana Meat Commission (BMC, littéralement « Commission de la viande du Botswana ») est un organisme sans but lucratif dirigé par le Gouvernement du Botswana (en) et fondé en 1965, au début de l'indépendance du pays. Elle permet de régir la production, l'abattage, l'élevage et la transformation de toute la viande de bœuf destinée à la vente et à l'exporation dans le pays.

## Histoire
L'abattoir de Lobatse ouvre en 1954 par la Colonial Development Corporation (en), mais est racheté en 1965 par le gouvernement du protectorat du Bechuanaland, en vue de l'indépendance du pays. La BMC est créée peu après en tant qu'organisation gouvernementale. La création de la Botswana Meat Commission en 1965 s'inscrit dans une période où l'agriculture occupait une part importante du produit intérieur brut du pays, soit environ 40 % en 1966. Ainsi, la BMC permet de régir les activités reliées au commerce de la viande de bœuf, principale activité d'élevage dans le pays, et ses règles strictes en matière d'hygiène et de pratiques lui ont permis l'accès au marché européen. Dans les années 1970 et 1980, l'élevage devient de plus en plus importants et plus de 200 000 têtes sont recensées ces années-là. La capacité d'effectuer des exportations à l'international est devenu bénéfique pour les éleveurs des milieux ruraux, puisqu'ils reçoivent des revenus plus élevés et stable. En 1983, le premier abattoir de Maun ouvre, mais ferme en 1996 dû à une épidémie de pleuropneumonie contagieuse bovine qui a forcé l'abattage de toute la population bovine du Ngamiland. Vers la fin des années 1980, la production diminue et un lent déclin s'annonce. En 1990, l'abattoir de Francistown ouvre. L'ouverture d'un nouvel abattoir combiné à une baisse des taxes sur l'abattage permet un nouveau regain économique jusqu'au milieu des années 1990,. Cependant, depuis lors, la production est en baisse.
L'abattoir de Maun rouvre en 2010 et était au début prévu à la conserve. Il sert plutôt comme abattoir et est remis à neuf en 2015. Au début du XXIe siècle, vers 2005-2006, l'entreprise commence à subir de lourdes pertes financières, et en 2012 avait accumulée 700 millions de pulas en dettes. Au début des années 2020, il y a des ententes pour privatiser la BMC. Ces pertes financières sont principalement dues à un déclin de l'agriculture et de l'élevage au Botswana, car la population se tourne vers d'autres secteurs plus lucratifs comme les diamants, les métaux et le textile.

## Opération
La BMC est basée à Lobatse, où se trouve son complexe principal, qui comprend un abattoir, une conserverie, une tannerie, ainsi que d'autres établissements de transformation de la viande. Trois autres abattoirs, à Maun, Gaborone et Francistown, sont en opération dans le reste du pays et plusieurs entrepôts réfrigérés sont disponibles en Afrique du Sud,. La société opère des filiales de vente au Royaume-Uni, en Allemagne, aux Pays-Bas et en Afrique du Sud.
Les destinations d'exports de ses viandes surgelées sont l'Afrique du Sud, la Norvège et certains pays de l'Union européenne, avec une expansion prévue dans d'autres pays de l'UE,. Ses viandes en conserves seront prévues d'être exportées dans l'Union européenne aussi, tandis que ses produits transformés sont prévus d'êtres exportés dans le reste de l'Afrique australe,. En octobre 2019, une entente est signée avec la chine pour des exportations de viande surgelée.